# ريكاردو فرنانديز (رياضي)
ريكاردو فرنانديز (بالإسبانية: Ricardo Fernández Tió)‏ (و. 1976  م) هو رياضي إسباني، ولد في كاستيون دي لا بلانا، شارك في الألعاب البارالمبية الصيفية 2000، والألعاب البارالمبية الصيفية 1996.

## روابط خارجية
- ريكاردو فرنانديز على موقع اللجنة البارالمبية الإسبانية (الإسبانية)